# Петер Ангерер
Петер Ангерер  (нім. Peter Angerer; нар. 14 липня 1959) — німецький біатлоніст, олімпійський чемпіон.
Ангерер виборов Великий кришталевий глобус переможця кубку світу 1982-83 років у загальному заліку.

## Виступи на Олімпіадах
| Олімпіада        | Дисципліна                | Місце |
| ---------------- | ------------------------- | ----- |
| Лейк-Плесід 1980 | спринт 10 км              | 8     |
| Лейк-Плесід 1980 | індивідуальна гонка 20 км | 27    |
| Лейк-Плесід 1980 | естафета 4 х 7,5 км       | 3     |
| Сараєво 1984     | спринт 10 км              | 2     |
| Сараєво 1984     | індивідуальна гонка 20 км | 1     |
| Сараєво 1984     | естафета 4 х 7,5 км       | 3     |
| Калгарі 1988     | спринт 10 км              | 10    |
| Калгарі 1988     | індивідуальна гонка 20 км | 10    |
| Калгарі 1988     | естафета 4 х 7,5 км       | 2     |